# آیومو ماتسوموتو
آیومو ماتسوموتو (انگلیسی: Ayumu Matsumoto؛ زادهٔ ۲۸ آوریل ۱۹۹۸) بازیکن فوتبال اهل ژاپن است.
از باشگاه‌هایی که در آن بازی کرده‌است می‌توان به باشگاه فوتبال گامبا اوساکا اشاره کرد.